# Лаврики (Ленинградская область)
Ла́врики — деревня в Всеволожском районе Ленинградской области России. Входит в состав Муринского городского поселения.

## Название
Деревня названа в честь святого Лаврентия.

## История
Лаврики основаны в 1782 году графом А. Р. Воронцовым вблизи принадлежавшей ему деревни Мурино: «После 4-й ревизии вновь заведено в 1782 году селение при оном селе Мурине под названием деревня Лаврик». Первыми жителями деревни были три семейства крестьян, переселённых из мызы Нежинской Ямбургского уезда и принадлежавших ранее помещику А. С. Дьяконову.
Картографическое упоминание деревни можно найти на карте окрестностей Санкт-Петербурга А. М. Вильбрехта от 1792 года.
На карте окружности Санкт-Петербурга 1810 года упоминаются деревни Старожня и Подлаврики.

ЛАВРИКИ — деревня при селе большом Мурине, принадлежит Воронцову, графу генералу от инфантерии, жителей по ревизии 19 м. п., 24 ж. п. 

СТОРОЖНАЯ — деревня при селе большом Мурине, принадлежит Воронцову, графу генералу от инфантерии, жителей по ревизии 36 м. п., 36 ж. п.;(1838 год)

В пояснительном тексте к этнографической карте Санкт-Петербургской губернии П. И. Кёппена 1849 года записаны деревни: 
- Lauriki (Лаврики), количество жителей на 1848 год: ижоры — 14 м. п., 20 ж. п., всего 34 человека
- Staroshnaja (Старожная), количество жителей на 1848 год: ижоры — 32 м. п., 36 ж. п., всего 68 человек[9]

БОЛЬШИЕ ЛАВРИКИ — деревня и обязанныя крестьяне князя Воронцова, по Муринской дороге, 14 вёрст, далее по просёлкам, 16 дворов, 43 души м. п.

МАЛЫЕ ЛАВРИКИ — деревня и обязанныя крестьяне князя Воронцова, по Муринской дороге, 14 вёрст, далее по просёлкам, 8 дворов, 21 душа м. п. (1856 год)

Согласно «Топографической карте частей Санкт-Петербургской и Выборгской губерний» в 1860 году деревня Сторожни (Большие Лаврики)  насчитывала 10 дворов, а Лаврики (Малые) — 7. Там же располагался и хутор Петрова.

ЛАВРИКИ БОЛЬШИЕ — деревня князя Воронцова, села Мурина. Число душ крепостных людей мужского пола: крестьян — 47, дворовых — нет. Число дворов или отдельных усадеб: 17. Число тягол: не определено. Все крестьяне села Мурина и деревень уволены в обязанные. Положено сбирать 940 четв. ржи, а взимается по 4 р. 50 к. за четверть, всего 4230 р. с. в год, что составит на душу 7 р. 95 к. с.

ЛАВРИКИ МАЛЫЕ — деревня князя Воронцова, села Мурина. Число душ крепостных людей мужского пола: крестьян — 18, дворовых — нет. Число дворов или отдельных усадеб: 7. Число тягол: не определено. Все крестьяне села Мурина и деревень уволены в обязанные. Положено сбирать 940 четв. ржи, а взимается по 4 р. 50 к. за четверть, всего 4230 р. с. в год, что составит на душу 7 р. 95 к. с.(1860 год)

БОЛЬШИЕ ЛАВРИКИ — деревня владельческая, при колодце, 17 дворов, 46 м. п., 52 ж. п.

МАЛЫЕ ЛАВРИКИ (СТОРОЖНАЯ) — деревня владельческая, при колодце, 7 дворов, 18 м. п., 21 ж. п. (1862 год)

Согласно карте из «Исторического атласа Санкт-Петербургской Губернии» 1863 года на месте современной деревни находились деревни: Сторожни (Большие Лаврики), смежная с одной из трёх, самой южной деревень Кабитолова и Лаврики.
- План деревень Лаврики. 1885 год

В 1885 году Большие Лаврики насчитывали 20 дворов, Малые Лаврики — 7.

БОЛЬШИЕ ЛАВРИКИ — деревня, Муринского сельского общества при просёлочной дороге, при р. Охте 31 двор, 67 м п., 57 ж. п., всего 124 чел.

МАЛЫЕ ЛАВРИКИ — деревня, Муринского сельского общества при просёлочной дороге, при р. Охте 8 дворов, 22 м п., 22 ж. п., всего 44 чел. (1896 год)

В конце XIX века деревни административно относились к Муринской волости 3-го стана Санкт-Петербургского уезда Санкт-Петербургской губернии, в начале XX века — 2-го стана.

БОЛЬШИЕ ЛАВРИКИ — деревня Муринского сельского общества Муринской волости, число домохозяев — 30, наличных душ — 134; Количество надельной земли — 151 дес. 1443 саж.

МАЛЫЕ ЛАВРИКИ (СТОРОЖНАЯ) — деревня Муринского сельского общества Муринской волости, число домохозяев — 9, наличных душ — 48; Количество надельной земли — 58 дес. 144 саж. (1905 год)

В 1908 году в деревне Большие Лаврики проживали 107 человек из них 14 детей школьного возраста (от 8 до 11 лет), в деревне Малые Лаврики — 36 человек из них 7 детей.
В 1909 году в Больших Лавриках было 34 двора, в Малых Лавриках — 8 дворов.
В 1914 году в Лавриках работала двухклассная земская школа (Лавриковское училище), учителем в которой была Евгения Петровна Гущина.
Из промыслов, до революции в Малых Лавриках было сосредоточено производство банных веников, а также ловля раков в Больших и Малых Лавриках.
Лов раков. Этим промыслом занимались только в двух деревнях Муринской волости — Больших и Малых Лавриках. Раков ловили в р. Охте с конца апреля до Петрова дня (29 июня ст. ст.). С Петрова дня до Ильина ловля прекращалась, так как раки в это время залезали в норы для линьки. С Ильина дня (20 июля ст. ст.) начиналась ловля больших раков и продолжалась до 20 августа. Ловили сачком, с приманкой и без неё. При хорошем улове один человек мог наловить до 300 штук в день.

ЛАВРИКИ БОЛЬШИЕ — деревня Муринского сельсовета Токсовской волости, 39 хозяйств, 183 души, все русские.

ЛАВРИКИ МАЛЫЕ — деревня Муринского сельсовета Токсовской волости, 8 хозяйств, 54 души.

Из них: русских — 7 хозяйств, 46 душ; поляков — 1 хозяйство, 8 душ. (1926 год)

В 1931 году в Лавриках был организован совхоз «Лаврики».

БОЛЬШИЕ ЛАВРИКИ — деревня Муринского сельсовета, 380 чел.

МАЛЫЕ ЛАВРИКИ — деревня Муринского сельсовета, 55 чел. (1939 год)

- Деревня Большиее Лаврики на карте 1939 года
- Деревня Малые Лаврики на карте 1939 года

Согласно топографической карте РККА 1939 года деревня Большие Лаврики насчитывала 62 двора, Малые Лаврики — 16. 
1 января 1940 года смежная «деревня Мартикайзи» была «включена в деревню Лаврики Большие и Малые».
После войны для рабочих совхоза «Лаврики» были построены несколько типовых двухэтажных домов.
В 1950 году население деревни составляло 272 человека.
В 1958 году население деревни составляло 377 человек.
По данным 1966, 1973 и 1990 годов деревня Лаврики входила в состав Муринского сельсовета.
В 1997 году в деревне проживали 642 человека, в 2002 году — 743 человека (русские — 92%).
На 2007 год численность населения деревни составила 763 человека.

## География
Деревня расположена в западной части района на автодороге 41К-305 (Подъезд к дер. Лаврики).
Расстояние до административного центра поселения — 2,5 км.
В деревне находится железнодорожная платформа Лаврики.
Деревня находится на берегу реки Охты. К северо-западу от Лавриков расположены два пруда, имеющих название Закалбино, между ними и деревней Капитолово находятся песчаные карьеры.

## Население
| 1838 | 1848 | 1862 | 1896 | 1905 | 1908 | 1926 |
| ---- | ---- | ---- | ---- | ---- | ---- | ---- |
| 115  | ↘102 | ↗137 | ↗168 | ↗182 | ↘143 | ↗237 |
| 1939 | 1950 | 1958 | 1997 | 2002 | 2007 | 2010 |
| ↗435 | ↘272 | ↗377 | ↗642 | ↗743 | ↗763 | ↗926 |
| 2017 | 2019 | 2019 | 2020 | 2021 | 2023 | 2024 |
| ↘850 | ↗863 | ↗864 | ↗946 | ↘337 | ↘300 | ↘286 |
| 2025 |      |      |      |      |      |      |
| ↘282 |      |      |      |      |      |      |

Национальный состав
Согласно данным Всероссийской переписи населения 2021 года в деревне проживали 337 человек, из них:
 русские — 256, белорусы — 6, украинцы — 3, татары — 4, армяне — 1, башкиры — 1, грузины — 1, казахи — 1, киргизы — 1, марийцы — 1, таджики — 1, узбеки — 1, финны — 1, другие национальности — 17 человек, остальные национальность не указали.

## Фото
- Молочный комплекс «Лаврики» (ныне закрыт)
- Вид через Охту
- Детский сад
- Посёлок
- Дорога к платформе «Лаврики»
- Деревня
- Вид на Санкт-Петербург (район «Гражданка»)
- Железнодорожный мост через Охту
- Шоссе в Лаврики
- Вид с шоссе на Новое Девяткино